# Alchemilla gracillima
Alchemilla gracillima é uma espécie de rosácea do gênero Alchemilla, pertencente à família Rosaceae.